# Helen Creighton

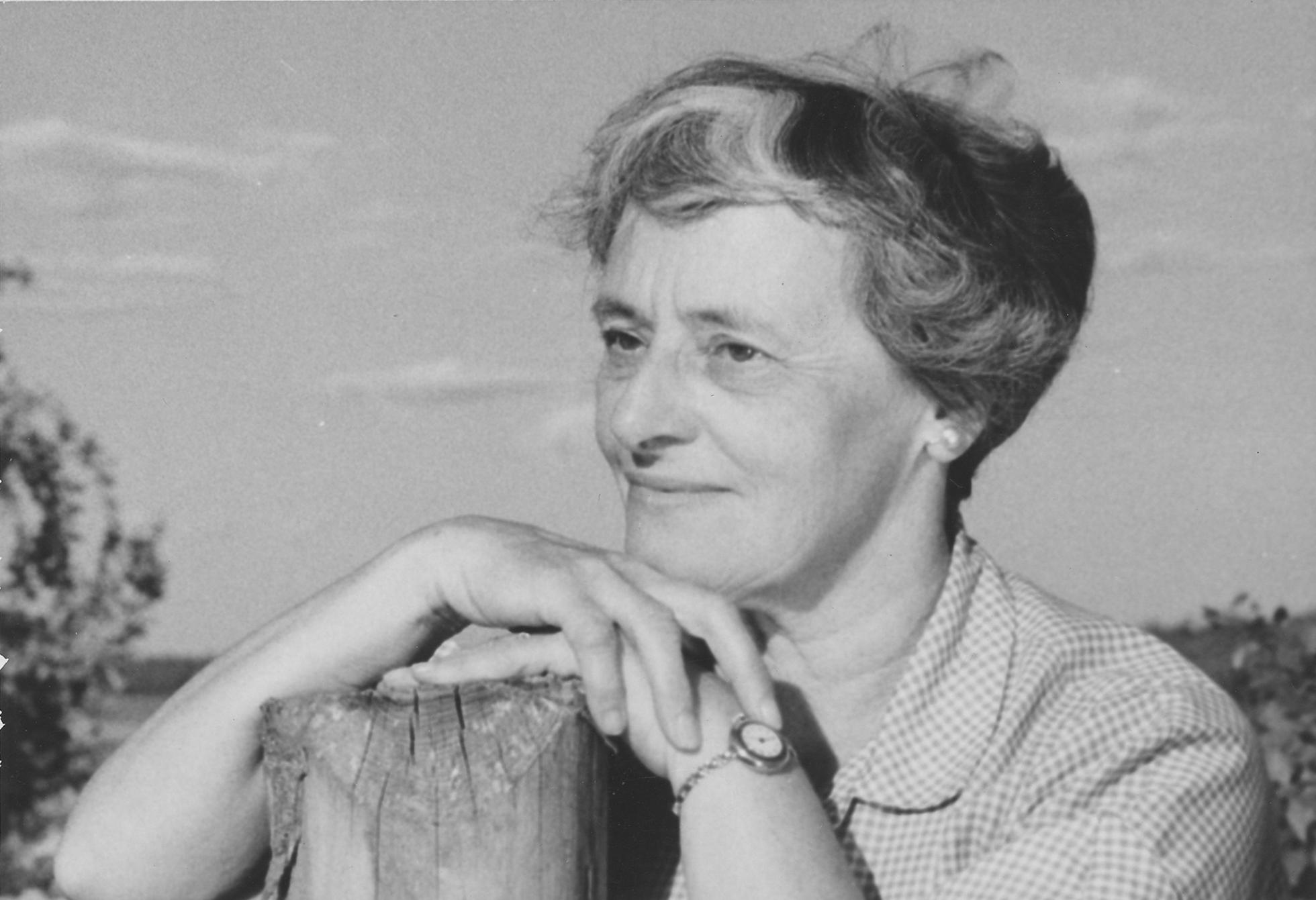
Helen Creighton, circa 1957

Mary Helen Creighton (* 5. September 1899 in Dartmouth, Nova Scotia; † 12. Dezember 1989 in Halifax, Nova Scotia) war eine kanadische Musikethnologin und Volksliedsammlerin.

## Leben
Creighton erhielt 1915 an der McGill University ein Juniordiplom für Musik und schloss 1916 das Halifax Ladies’ College ab. In den frühen 1920er Jahren war sie Sozialarbeiterin in Halifax und unterrichtete an der Amerikanischen Schule in Guadalajara. An einer Rundfunkserie des CHNS Halifax wirkte sie 1927–28 als „Aunt Helen“ mit.
Von W. Roy Mackenzie angeregt begann sie ab 1928, Volkslieder in ihrer Heimatprovinz zu sammeln. In den 1930er Jahren wurde sie hierbei von der englischen Musikerin Doreen H. Senior unterstützt. Von 1939 bis 1941 war sie Dean of Woman am University of King’s College in Halifax. 1942 besuchte sie das Summer Institute of Folklore der University of Indiana. Mit Unterstützung der Kongressbibliothek und Stipendien der Rockefeller-Stiftung setzte sie in den 1940er Jahren ihre Tätigkeit als Volksliedsammlerin fort. Sie zeichnete Volkslieder aus Nova Scotia zunächst auf Azetat-Platten, ab 1949 auf Tonband auf.
Als Mitarbeiterin des Canadian Museum of Civilization verfolgte sie diese Aufgabe bis 1967 und nahm in dieser Zeit mehr als 4000 Lieder in englischer, französischer, deutscher, gälischer und der Sprache der Mi’kmaq auf. Unter anderem sangen Catherine Gallagher, Enos Hartlan, Ben Henneberry, William Riley, Freeman Young und die Redden Family aus Nova Scotia, Angelo Dornan aus New Brunswick sowie Ernest Sellick, Charlie Chamberlain und Duke Neilsen von Prince Edwards Island für sie.
Der The Nova Scotia Song (Farewell to Nova Scotia) wurde in den 1960er Jahren von Catherine McKinnon bekannt gemacht. Viele Komponisten griffen Motive aus Creightons Sammlung auf, so Michel Perrault in Sea Gallows (1958), Trevor Morgan Jones und Donald Wetmore in der Oper The Broken Ring (1953), Klaro Mizerit in Two Maritime Aquarelles (1970), Alex Tilley in Maritime Folk Song Medley (1977) sowie Scott Macmillan in Tribute to Helen Creighton (1987) und Homage to Helen (1991). Im kommerziellen Bereich traten Diane Oxner mit Traditional Folksongs of Nova Scotia und Clary Croft mit False Knight upon the Road auf. Creighton selbst wirkte an zahlreichen Rundfunk- und Fernsehproduktionen der CBC mit und wurde von Glen Walton in dem Film Nova Scotia Song (1986) porträtiert.
Neben der Volksmusik selbst interessierte sich Creighton auch für deren Aufführung. Bereits 1956 entdeckte sie Finvola Redden Bower und verhalf der Redden Family zu einem Fernsehauftritt bei der CBC. Von 1967 bis 1973 managte sie die von Kaye Pottie geleiteten Nova Scotia Folk Singers. Daneben gab sie Vorlesungen in Kanada und den USA, hielt 1959 eine Rede auf dem Internationalen Volksmusikkongress in Rumänien und galt als Autorität für Geistergeschichten aus Nova Scotia.
Aus dem Helen Creighton Folklore Festival of Dartmouth, das 1989 zu ihrem 90. Geburtstag begründet wurde und bis 1994 jährlich stattfand, entstand die Helen Creighton Folklore Society. Die Provinz Nova Scotia gründete 1990 die Helen Creighton Foundation, die 1997 mit der Folklore Society zusammengeschlossen wurde.
Helen Creighton ist eine Cousine von James Creighton, den Vater des organisierten kanadischen Eishockeysports.

## Ehrungen
Für ihr Wirken wurde Creighton vielfach geehrt. Sie war Fellow der American Folklore Society und der American Anthropological Association, sowie Korrespondentin des International Folk Music Council. Von 1957 bis 1967 war sie Vizepräsidentin, ab 1974 Ehrenpräsidentin der Canadian Folk Music Society (heute: Canadian Society for Traditional Music). 1974 erhielt sie die Canadian Music Council Medal. 1976 wurde sie Member des Order of Canada. Mit dem Stück The Collector erfuhr sie 1980 eine musikalische Ehrung an der Mount Saint Vincent University. Die Canadian Songwriters Hall of Fame ehrte sie 2011 mit dem Frank Davies Legacy Award.
Für ihr Lebenswerk ehrte die kanadische Regierung, vertreten durch den für das Historic Sites and Monuments Board of Canada zuständigen Minister, am 18. August 2017 Helen Creighton und erklärte sie zu einer „Person von nationaler historischer Bedeutung“.

## Schriften
- Songs and Ballads from Nova Scotia (1932, Reprint 1966)
- Twelve Folksongs from Nova Scotia (mit Doreen Senior) (1940)
- Folklore of Lunenburg County, Nova Scotia (1950, Reprint 1976)
- Traditional Songs from Nova Scotia (mit Doreen Senior) (1950)
- Bluenose Ghosts (1957)
- Maritime Folk Songs (1962, 1972)
- Gaelic Songs in Nova Scotia, in National Museum of Man Bulletin, 198 (mit Calum MacLeod) (1964)
- Bluenose Magic (1968)
- Folksongs from Southern New Brunswick, in: National Museum of Man: Publications in Folk Culture 1 (1971)
- A Life in Folklore (1975)
- Eight Ethnic Songs for Young Children (mit Eunice Sircom) (1977)
- Nine Ethnic Songs for Older Children (mit Eunice Sircum) (1977)
- La Fleur du Rosier (mit Ronald Lanbelle) (1988)
- A Folk Tale Journey through the Maritimes (1994)